# Freeze Me
Freeze Me (フリーズ・ミー?, Furiizu mii) è un film del 2000 scritto e diretto da Takashi Ishii.

## Trama
Chihiro Yamazaki vive a Tokyo e lavora come impiegata; sul luogo di lavoro ha conosciuto Yusuke Nogami, una persona gentile che la ama realmente e con cui sta per convolare a nozze. In realtà, Chihiro nasconde dentro di sé un segreto che – a causa dello shock – non è mai riuscita a confessare né alla madre, né tantomeno al fidanzato: cinque anni prima, fu stuprata dal suo amico d'infanzia Noboru Hirokawa e da due conoscenti di quest'ultimo, membri della yakuza: Minoru Baba e Atsushi Kojima. Improvvisamente, Noboru rientra nella vita della ragazza e inizia a distruggere tutta la felicità che era riuscita a creare: la porta infatti al licenziamento, e a farsi lasciare dal fidanzato.
Chihiro viene così nuovamente stuprata da Noboru, che peraltro ha organizzato una "rimpatriata" con gli altri due yakuza; la giovane, esasperata e desiderosa di vendetta, uccide allora Noboru e – non sapendo come disfarsi del cadavere – lo nasconde in un congelatore. In seguito Chihiro fa lo stesso anche con gli altri due stupratori, i quali a loro volta abusano di lei, venendo progressivamente pervasa dalla follia e arrivando a parlare con i loro cadaveri congelati. Mentre progetta di partire per l'Europa e lasciarsi tutto alle spalle, Yusuke si ripresenta davanti alla porta della sua abitazione, scusandosi per il suo comportamento: in seguito ai discorsi di Noboru, aveva infatti pensato che lei l'avesse tradito.
La ragazza simula un'apparente normalità e invita il fidanzato a entrare, tuttavia – in seguito a un improvviso blackout – i congelatori smettono di funzionare e Yusuke si accorge dei tre cadaveri; presa da un raptus, Chihiro lo colpisce allora in testa con un vaso da fiori, provocandone l'istantanea morte. Ritornata in sé e accortasi del proprio gesto, ormai consapevole che l'intera sua vita è rovinata, Chihiro si suicida gettandosi dal balcone, mentre nel frattempo la pioggia battente ricrea la fredda atmosfera dei freezer.

## Distribuzione
In Giappone Freeze Me è stato distribuito dalla Nikkatsu a partire dal 27 maggio 2000, mentre in Italia dalla Flamingo Video a partire dal 18 giugno 2007.

### Edizione italiana
Il doppiaggio di Freeze Me è stato effettuato a Roma; la voce della protagonista è di una doppiatrice non professionista, al momento sconosciuta.